# Maure-de-Bretagne
Maure-de-Bretagne (bret. Anast) – miejscowość i dawna gmina we Francji, w regionie Bretania, w departamencie Ille-et-Vilaine. W 2013 roku populacja gminy wynosiła 3389 mieszkańców. 
W dniu 1 stycznia 2017 roku z połączenia dwóch ówczesnych gmin – Campel oraz Maure-de-Bretagne – utworzono nową gminę Val-d’Anast. Siedzibą gminy została miejscowość Maure-de-Bretagne. 
Miejscowość Maure-de-Bretagne od 2004 roku prowadzi współpracę z polską gminą Wierzbinek w województwie wielkopolskim. 